# Henckelia
Henckelia är ett släkte av tvåhjärtbladiga växter. Henckelia ingår i familjen Gesneriaceae.

## Bildgalleri

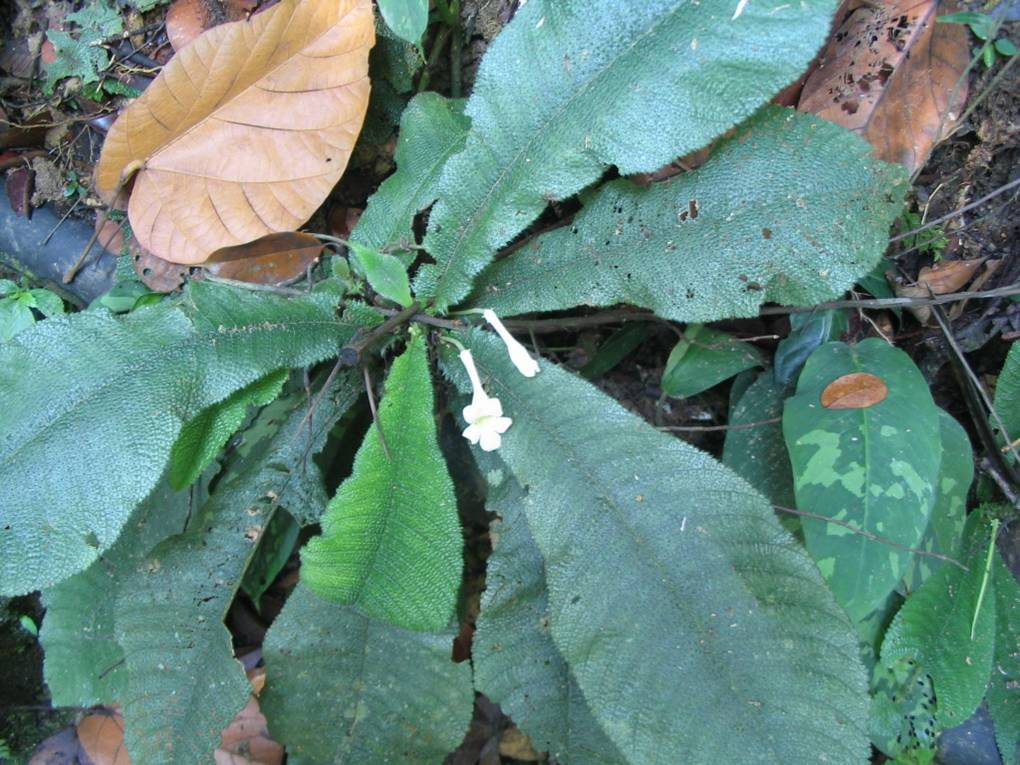
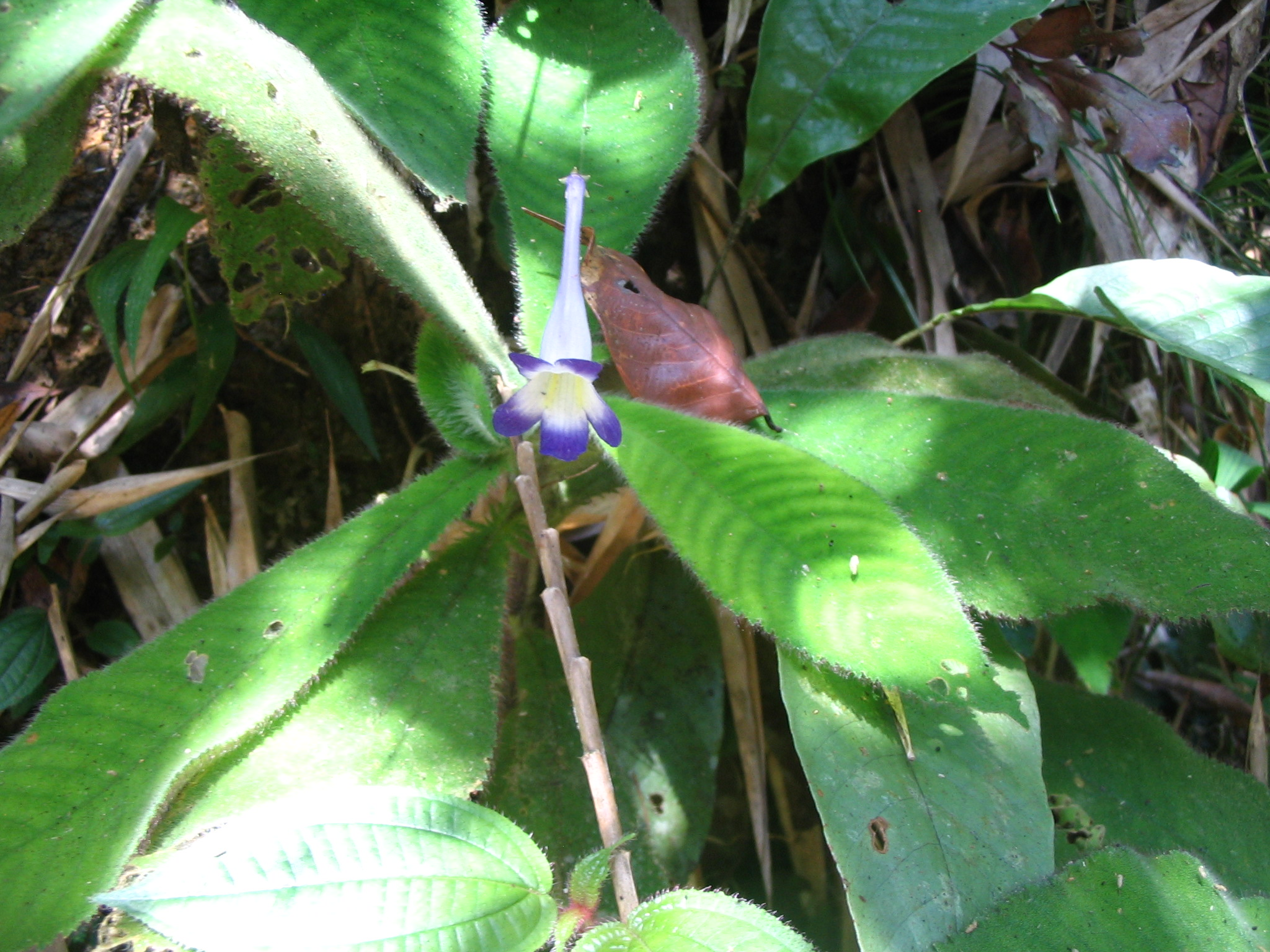
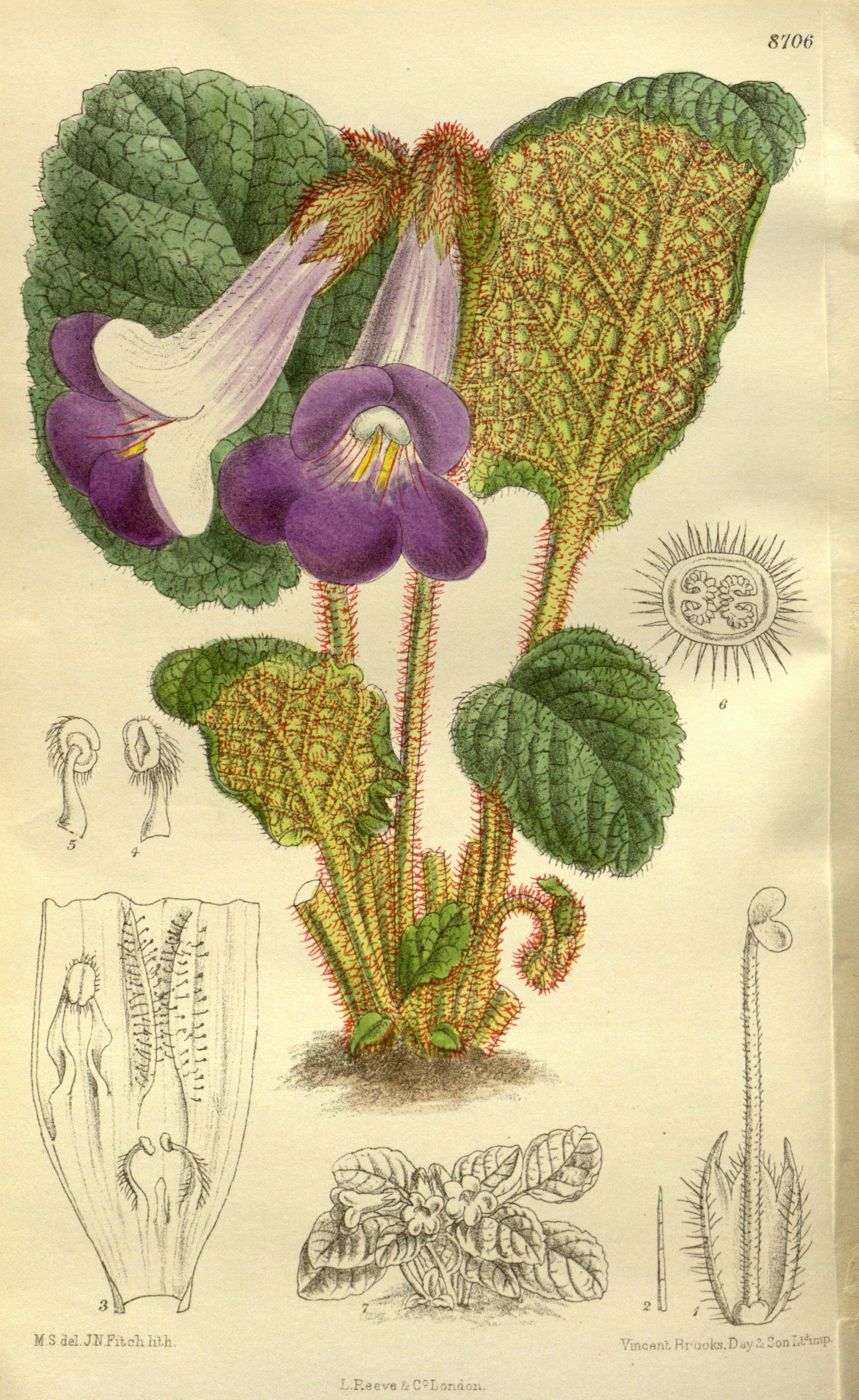

## Dottertaxa tillHenckelia, i alfabetisk ordning[1]
- Henckelia alba
- Henckelia albomarginata
- Henckelia alternans
- Henckelia alternifolia
- Henckelia amoena
- Henckelia angustifolia
- Henckelia anthonyi
- Henckelia anthonysamyi
- Henckelia appressipilosa
- Henckelia argentea
- Henckelia ascendens
- Henckelia atrosanguinea
- Henckelia bakoensis
- Henckelia battamensis
- Henckelia beccarii
- Henckelia bombycina
- Henckelia breviflora
- Henckelia browniana
- Henckelia bullata
- Henckelia caelestis
- Henckelia caerulea
- Henckelia calcarea
- Henckelia castaneifolia
- Henckelia caulescens
- Henckelia codonion
- Henckelia conicapsularis
- Henckelia coodei
- Henckelia corneri
- Henckelia corniculata
- Henckelia corrugata
- Henckelia craspedodroma
- Henckelia crenata
- Henckelia crinita
- Henckelia crocea
- Henckelia curtisii
- Henckelia davisonii
- Henckelia dawnii
- Henckelia densifolia
- Henckelia dentata
- Henckelia descendens
- Henckelia diffusa
- Henckelia doryphylla
- Henckelia elegans
- Henckelia ericiflora
- Henckelia ericii
- Henckelia falcata
- Henckelia fasciata
- Henckelia filicalyx
- Henckelia fischeri
- Henckelia flava
- Henckelia flavescens
- Henckelia flavobrunnea
- Henckelia floccosa
- Henckelia floribunda
- Henckelia follicularis
- Henckelia gambleana
- Henckelia gardneri
- Henckelia geitleri
- Henckelia glabrata
- Henckelia gracilipes
- Henckelia heterophylla
- Henckelia hirsuta
- Henckelia hirta
- Henckelia hispida
- Henckelia holttumii
- Henckelia humboldtiana
- Henckelia humilis
- Henckelia inaequalis
- Henckelia incana
- Henckelia innominata
- Henckelia johorica
- Henckelia kelantanensis
- Henckelia kjellbergii
- Henckelia koerperi
- Henckelia kolokensis
- Henckelia kompsoboea
- Henckelia lanceolata
- Henckelia lancifolia
- Henckelia leiophylla
- Henckelia leptocalyx
- Henckelia leucantha
- Henckelia leucocodon
- Henckelia lilacina
- Henckelia longipes
- Henckelia longipetiolata
- Henckelia lyrata
- Henckelia macrostachya
- Henckelia malayana
- Henckelia marginata
- Henckelia meeboldii
- Henckelia meijeri
- Henckelia miniata
- Henckelia minima
- Henckelia missionis
- Henckelia modesta
- Henckelia murutorum
- Henckelia myricifolia
- Henckelia nana
- Henckelia nervosa
- Henckelia nitida
- Henckelia nivea
- Henckelia ovalifolia
- Henckelia pagonensis
- Henckelia papillosa
- Henckelia parviflora
- Henckelia pauziana
- Henckelia pectinata
- Henckelia petiolaris
- Henckelia platypus
- Henckelia pleuropogon
- Henckelia polyanthoides
- Henckelia porphyrea
- Henckelia primulina
- Henckelia procumbens
- Henckelia pulchella
- Henckelia punctata
- Henckelia puncticulata
- Henckelia pyroliflora
- Henckelia quinquevulnera
- Henckelia racemosa
- Henckelia ramosa
- Henckelia repens
- Henckelia reptans
- Henckelia reticulosa
- Henckelia ridleyana
- Henckelia robinsonii
- Henckelia rubiginosa
- Henckelia rufescens
- Henckelia rugosa
- Henckelia salicina
- Henckelia salicinoides
- Henckelia scabrinervia
- Henckelia scortechinii
- Henckelia sekayuensis
- Henckelia semitorta
- Henckelia sericea
- Henckelia sericiflava
- Henckelia serrata
- Henckelia serratifolius
- Henckelia simplex
- Henckelia soldanella
- Henckelia stapfii
- Henckelia stenophylla
- Henckelia stolonifera
- Henckelia taeniophylla
- Henckelia tahanica
- Henckelia teres
- Henckelia tiumanica
- Henckelia tunkui
- Henckelia urticoides
- Henckelia venusta
- Henckelia verbeniflos
- Henckelia wightii
- Henckelia violoides
- Henckelia virginea
- Henckelia viscida
- Henckelia woodii
- Henckelia vulcanica
- Henckelia yongii
- Henckelia zeylanica